# توماس موريسي
توماس موريسي (بالإنجليزية: Tom Morrissey)‏ هو منافس ألعاب قوى أمريكي، ولد في 2 سبتمبر 1888، وتوفي في 1 أكتوبر 1968.

## وصلات خارجية
- توماس موريسي على موقع أوليمبيديا (الإنجليزية)